# ムイラ
ムイラ（フランス語: Mouila）はガボンの都市。ングニエ州の州都。ングニエ川および国道N1号線が通り、36,061人（2013年国勢調査）の人口を抱える。近隣に水の青さで知られる青湖（フランス語: Lac Bleu）が存在する。

## 概要
ムイラは複数の市場及び商業施設の存在する都市として近隣に知られている。市内には緑と黄に塗り分けられたタクシーが存在し、走行距離に応じて200-500CFAフランの料金がかかる。ムイラはガボン国内の複数のエスニックグループが居住しており、かつ商業及び交通の重要なハブとなっている。ムイラからはンドゥンデ・チバンガ・ランバレネ・リーブルビル・ルバンバに向けて走るブッシュタクシーも利用できる。

## 交通

### 空港
- ムイラ空港（英語版）

### 道路
- 国道N1号 (ガボン)

## 出身著名人
- フランソワ・ボジゼ（François Bozizé） - 中央アフリカ共和国大統領。グバヤ族出身。
- ピエール・マンブンドゥ - ガボンの政治家。ガボン人民連合（UPG）党首。
- アンドレ・ラポンダ＝ウォーカー（André Raponda Walker） - 作家・人類学者・聖職者[2]。